# Erich Knözinger
Erich Knözinger (11. März 1939 in München; † 27. Dezember 2023 ebenda) war ein deutscher Physikochemiker und ehemaliger Hochschullehrer für Physikalische Chemie an der TU Wien.

## Leben
Erich Knözinger wurde 1939 in München geboren, wuchs dort auf und beendete sein Physikstudium an der LMU München im Jahre 1966 mit einer Dissertation  über Infrarotspektroskopie. Danach arbeitete er für zwei Jahre als Profesor Asistente in Caracas.
Die Habilitation erfolgte im Jahre 1976 in Siegen. Er wurde 1981 zum Professor ernannt und nahm 1993 einen Ruf auf die Professur für Physikalische Chemie an der TU Wien an. welche er bis zu seiner Emeritierung im Jahre 2007 behielt.
Er starb am 27. Dezember 2023 im Alter von 84 Jahren in München und wurde am 30. Januar 2024 im Neuen Südfriedhof beigesetzt.

## Wirken
Das wissenschaftliche Interesse von Erich Knözinger galt der Matrixisolationsspektroskopie zur Untersuchung von molekularen Clustern in tiefgefrorenen (kryogenen) Matrizes. Zu seinem Arbeitsgebieten gehörte auch die Untersuchung von heterogenen Prozessen an atmosphärischen Aerosolen und die Abscheidung von Festkörpern aus der Gasphase zur Erzeugung neuer Materialien. Als Untersuchungsmethoden standen dabei IR-Spektroskopie, Elektronenspektroskopie und Röntgenbeugung im Fokus, aber auch Neutronenbeugung.

## Publikationen von Erich Knözinger (Auswahl)
- E. Knözinger (1976): Praktische Aspekte der FIR-Fourier-Spektroskopie in der Chemie, Fresenius’ Zeitschrift für Analytische Chemie[9]
- Erich Knözinger, Otto Schrems (1987): Werner Luck. In: Berichte der Bunsengesellschaft für physikalische Chemie. doi:10.1002/bbpc.19870910402
- E. Knöziger et al. (2005): MgO-Nanowürfel: über die Abhängigkeit der optischen Eigenschaften von der Teilchengröße. Angew. Chem.[10]
- E. Knöziger et al. (2008):  Ladungstrennung in nanoskaligen Titanat-Schichten: Einfluss von Ionenaustausch und Morphologieumwandlung auf die photoelektronischen Eigenschaften. Angew. Chem.[6]